# Callitriche nafiolskyi
Callitriche nafiolskyi là một loài thực vật có hoa trong họ Mã đề. Loài này được Warb. & Eig mô tả khoa học đầu tiên năm 1929.